# Lineární diferenciální rovnice
Lineární diferenciální rovnice je diferenciální rovnice tvaru
{\displaystyle y^{(n)}+a_{n-1}(x)y^{(n-1)}+\ldots +a_{1}(x)y'+a_{0}(x)y=f(x)\,}
kde
- y je neznámá (hledaná) funkce proměnné x,
- y(k) je k-tá derivace funkce y(x),
- n představuje řád diferenciální rovnice,
- x je nezávislá proměnná,
- ak(x) jsou koeficienty, které obecně mohou být funkcemi proměnné x. Jsou-li koeficienty ak konstanty, jedná se o lineární diferenciální rovnici s konstantními koeficienty.
- f(x) představuje pravou stranu diferenciální rovnice. Pokud f(x) = 0, potom se jedná o homogenní diferenciální rovnici (bez pravé strany).

V lineární diferenciální rovnici se hledaná funkce vyskytuje pouze lineárně a nikde se nevyskytují součiny hledané funkce s jejími derivacemi, ani součiny derivací této funkce.
Lineární diferenciální rovnice mohou být obyčejné (s jednou nezávislou proměnnou) i parciální (s více nezávislými proměnnými). Řešení lineární rovnice tvoří (na rozdíl od řešení nelineárních diferenciálních rovnic) vektorový prostor.

## Úvod
Nejstručněji lze lineární diferenciální rovnici zapsat pomocí diferenciálního operátoru L:
{\displaystyle Ly=f}
operátor musí být lineární, y je neznámá funkce (například funkce času y(t)) a pravá strana f je funkce stejné povahy jako y. Rovnici můžeme zapsat i s uvedením nezávislé proměnné t:
{\displaystyle Ly(t)=f(t)}
nebo ještě přesněji s uzávorkováním
{\displaystyle L[y(t)]=f(t)}
Můžeme předpokládat, že lineární operátor L má tvar
{\displaystyle L_{n}(y)\equiv {\frac {\mathrm {d} ^{n}y}{\mathrm {d} t^{n}}}+A_{1}(t){\frac {\mathrm {d} ^{n-1}y}{\mathrm {d} t^{n-1}}}+\cdots +A_{n-1}(t){\frac {\mathrm {d} y}{\mathrm {d} t}}+A_{n}(t)y}
Podmínka linearity L vylučuje takové operace jako provedení druhé mocniny na derivaci funkce y, ale dovoluje například provedení druhé derivace funkce y.
Rovnici lze pohodlně přepsat v operátorovém tvaru
{\displaystyle L_{n}(y)\equiv \left[\,D^{n}+A_{1}(t)D^{n-1}+\cdots +A_{n-1}(t)D+A_{n}(t)\right]y}
kde D je diferenciální operátor d/dt (tj. Dy = y' , D2y = y",... ) a An jsou dané funkce.
Řád rovnice n je index nejvyšší derivace funkce y, která se v rovnici skutečně vyskytuje. 
Typickým jednoduchým příkladem je lineární diferenciální rovnice používaná k modelování radioaktivního rozpadu. Označíme N(t) počet radioaktivních atomů v nějakém vzorku materiálu v čase t. Pak lze pro určitou konstantu k > 0 modelovat rychlost rozpadu radioaktivních atomů vztahem
{\displaystyle {\frac {\mathrm {d} N}{\mathrm {d} t}}=-kN}
Jestliže y je funkce pouze jedné proměnné, mluvíme o obyčejných diferenciálních rovnicích, jinak musíme derivace a jejich koeficienty chápat jako (kontrahované) vektory, matice nebo tenzory vyššího řádu, a jedná se o (lineární) parciální diferenciální rovnice.
Rovnice, u kterých je f = 0, se nazývají homogenní rovnice a jejich řešení se nazývají komplementární funkce. Jsou velmi důležité pro řešení obecné lineární diferenciální rovnice, protože když libovolnou komplementární funkci přičteme k řešení nehomogenní rovnice, dostaneme jiné řešení (metodou tradičně nazývanou partikulární integrál a komplementární funkce).
Když Ai jsou čísla nezávisející na x, pak o rovnici říkáme, že má konstantní koeficienty.

## Homogenní rovnice s konstantními koeficienty
První metodu řešení lineárních homogenních obyčejných diferenciálních rovnic s konstantními koeficienty vyvinul Leonhard Euler, který zjistil, že řešení má tvar ezx pro jisté hodnoty z (které mohou být i komplexní). Exponenciální funkce je jednou z funkcí, které si zachovávají tvar při derivaci, což dovoluje, aby se součet několika jejích derivací vyrušil a dával nulu, jak vyžaduje rovnice. Pro konstantní hodnoty A1,..., An se tedy má řešit
{\displaystyle y^{(n)}+A_{1}y^{(n-1)}+\cdots +A_{n}y=0\,,}
pokud položíme y = ezx, dostaneme
{\displaystyle z^{n}e^{zx}+A_{1}z^{n-1}e^{zx}+\cdots +A_{n}e^{zx}=0.}
Po vydělení výrazem ezx dostaneme polynom n-tého stupně:
{\displaystyle F(z)=z^{n}+A_{1}z^{n-1}+\cdots +A_{n}=0.\,}
Tato algebraická rovnice F(z) = 0 je charakteristickou rovnicí, kterou později studoval Gaspard Monge a Augustin Louis Cauchy.
Formálně jsou termy
{\displaystyle y^{(k)}\quad \quad (k=1,2,\dots ,n).}
původní diferenciální rovnice nahrazeny zk. Řešením rovnice dostaneme n kořenů z, z1, ..., zn. Substituce libovolného z těchto kořenů za z do ezx dává řešení ezix. Protože pro homogenní lineární diferenciální rovnice platí princip superpozice, libovolná lineární kombinace těchto funkcí také vyhovuje diferenciální rovnici.
Jsou-li tyto kořeny navzájem různé, máme n různých řešení diferenciální rovnice. Aplikací Vandermondova determinantu lze ukázat, že jsou lineárně nezávislá, a že spolu vytváří bázi prostoru všech řešení diferenciální rovnice.
Výše uvedená úvaha dává řešení v případě, kdy všechny kořeny jsou navzájem různé, tj. každý má násobnost 1. V obecném případě pokud z je (možná komplexní) kořen funkce F(z) s násobností m, pak pro {\displaystyle k\in \{0,1,\dots ,m-1\}\,}, je řešením obyčejné diferenciální rovnice {\displaystyle y=x^{k}e^{zx}}. Použitím tohoto postupu na všechny kořeny dává sadu n různých lineárně nezávislých funkcí, kde n je stupeň polynomu F(z). Jako v předchozím příkladě, tyto funkce vytvářejí bázi prostoru řešení.
Jestliže koeficienty Ai diferenciální rovnice jsou reálné, pak reálná řešení jsou obecně vhodnější. Kořeny z, které nejsou reálné, se pak vyskytují v komplexně sdružených párech, tak do jejich odpovídajícím bázové funkce xkezx a požadovaný výsledek získáme nahrazením každé dvojice jejich reálnou lineární kombinací Re(y) a Im(y), kde y je jedním z dvojice.
Případ, ve kterém se vyskytují komplexní kořeny, lze řešit pomocí Eulerova vzorce.

### Příklady
Je dána diferenciální rovnice {\displaystyle y''-4y'+5y=0}. Charakteristická rovnice je {\displaystyle z^{2}-4z+5=0}, a její kořeny jsou 2±i. Báze řešení je tedy {\displaystyle \{y_{1},y_{2}\}=\{e^{(2+i)x},e^{(2-i)x}\}}. Funkce y je řešením právě tehdy, když {\displaystyle y=c_{1}y_{1}+c_{2}y_{2}} pro libovolné konstanty {\displaystyle c_{1},c_{2}\in \mathbf {C} }.
Protože koeficienty původní rovnice jsou reálné,
- pravděpodobně nás nezajímají komplexní řešení
- prvky báze vycházejí z komplexně sdružených hodnot

Lineární kombinace
{\displaystyle u_{1}={\mbox{Re}}(y_{1})={\tfrac {1}{2}}(y_{1}+y_{2})=e^{2x}\cos(x),}
{\displaystyle u_{2}={\mbox{Im}}(y_{1})={\tfrac {1}{2i}}(y_{1}-y_{2})=e^{2x}\sin(x),}
jsou reálnou bází {\displaystyle \{u_{1},u_{2}\}}.

#### Jednoduchý harmonický oscilátor
Diferenciální rovnici druhého řádu
{\displaystyle D^{2}y=-k^{2}y,}
která reprezentuje jednoduchý harmonický oscilátor, lze zapsat jako
{\displaystyle (D^{2}+k^{2})y=0.}
Výraz v závorkách lze rozložit:
{\displaystyle (D+ik)(D-ik)y=0,}
z čehož je vidět dvojice lineárně nezávislých řešení:
{\displaystyle (D-ik)y=0}
{\displaystyle (D+ik)y=0.}
Řešení jsou po řadě
{\displaystyle y_{0}=A_{0}e^{ikx}}
a
{\displaystyle y_{1}=A_{1}e^{-ikx}.}
Tato řešení tvoří bázi dvourozměrného prostoru řešení diferenciální rovnice druhého řádu: to znamená, že lineární kombinace těchto řešení bude také řešením. Konkrétně lze zkonstruovat následující řešení
{\displaystyle y_{0'}={C_{0}e^{ikx}+C_{0}e^{-ikx} \over 2}=C_{0}\cos(kx)}
a
{\displaystyle y_{1'}={C_{1}e^{ikx}-C_{1}e^{-ikx} \over 2i}=C_{1}\sin(kx).}
Tato poslední dvě trigonometrická řešení jsou lineárně nezávislá, takže mohou sloužit jako jiná báze prostoru řešení, což dává následující reálné obecné řešení:
{\displaystyle y_{H}=C_{0}\cos(kx)+C_{1}\sin(kx).}

#### Tlumený harmonický oscilátor
Rovnice pro tlumený harmonický oscilátor má tvar:
{\displaystyle \left(D^{2}+{\frac {b}{m}}D+\omega _{0}^{2}\right)y=0,}
Výraz v závorkách můžeme rozložit: nejdříve získáme charakteristickou rovnici nahrazením D za λ. Tato rovnice musí být splněna pro všechna y, tedy:
{\displaystyle \lambda ^{2}+{\frac {b}{m}}\lambda +\omega _{0}^{2}=0.}
Řešíme pomocí vzorce pro kořeny kvadratické rovnice:
{\displaystyle \lambda ={\tfrac {1}{2}}\left(-{\frac {b}{m}}\pm {\sqrt {{\frac {b^{2}}{m^{2}}}-4\omega _{0}^{2}}}\right).}
A výsledek použijeme pro faktorizaci původní diferenciální rovnice:
{\displaystyle \left(D+{\frac {b}{2m}}-{\sqrt {{\frac {b^{2}}{4m^{2}}}-\omega _{0}^{2}}}\right)\left(D+{\frac {b}{2m}}+{\sqrt {{\frac {b^{2}}{4m^{2}}}-\omega _{0}^{2}}}\right)y=0.}
Což dává dvojici rovnic:
{\displaystyle \left(D+{\frac {b}{2m}}-{\sqrt {{\frac {b^{2}}{4m^{2}}}-\omega _{0}^{2}}}\right)y=0}
{\displaystyle \left(D+{\frac {b}{2m}}+{\sqrt {{\frac {b^{2}}{4m^{2}}}-\omega _{0}^{2}}}\right)y=0}
s řešeními po řadě
{\displaystyle y_{0}=A_{0}e^{-\omega x+{\sqrt {\omega ^{2}-\omega _{0}^{2}}}x}=A_{0}e^{-\omega x}e^{{\sqrt {\omega ^{2}-\omega _{0}^{2}}}x}}
{\displaystyle y_{1}=A_{1}e^{-\omega x-{\sqrt {\omega ^{2}-\omega _{0}^{2}}}x}=A_{1}e^{-\omega x}e^{-{\sqrt {\omega ^{2}-\omega _{0}^{2}}}x}}
kde ω = b/2m. Z této lineárně nezávislé dvojice řešení můžeme zkonstruovat jinou lineárně nezávislou dvojici, která tedy slouží jako báze pro dvourozměrný prostor řešení:
{\displaystyle y_{H}(A_{0},A_{1})(x)=\left(A_{0}\sinh \left({\sqrt {\omega ^{2}-\omega _{0}^{2}}}x\right)+A_{1}\cosh \left({\sqrt {\omega ^{2}-\omega _{0}^{2}}}x\right)\right)e^{-\omega x}.}
Ale pro |ω| < |ω0| je vhodnější se zbavit imaginárních složek a obecné řešení vyjádřit jako
{\displaystyle y_{H}(A_{0},A_{1})(x)=\left(A_{0}\sin \left({\sqrt {\omega _{0}^{2}-\omega ^{2}}}x\right)+A_{1}\cos \left({\sqrt {\omega _{0}^{2}-\omega ^{2}}}x\right)\right)e^{-\omega x}.}
Toto druhé řešení odpovídá podkritickému tlumení, při kterém dochází k tlumenému kmitání, zatímco první řešení odpovídá tlumení nadkritickému, kterému již odpovídá pouze aperiodický pohyb.

## Nehomogenní rovnice s konstantními koeficienty
Pro získání řešení nehomogenní rovnice hledáme partikulární integrál yP(x) buď metodou neurčitých koeficientů nebo metodou variace konstant; obecné řešení lineární diferenciální rovnice je součtem obecného řešení přidružené homogenní rovnice a partikulárního řešení nehomogenní rovnice. Pokud jsou zadány počáteční podmínky, lze použít Laplaceovu transformaci pro získání partikulárního řešení přímo.
Předpokládejme, že máme řešit rovnici
{\displaystyle {\frac {\mathrm {d} ^{n}y(x)}{\mathrm {d} x^{n}}}+A_{1}{\frac {\mathrm {d} ^{n-1}y(x)}{\mathrm {d} x^{n-1}}}+\cdots +A_{n}y(x)=f(x).}
Definujeme charakteristický polynom
{\displaystyle P(v)=v^{n}+A_{1}v^{n-1}+\cdots +A_{n}.}
A najdeme bázi řešení {\displaystyle \{y_{1}(x),y_{2}(x),\ldots ,y_{n}(x)\}} přidružené homogenní (f(x) = 0) rovnice. Pak hledáme partikulární řešení yp(x) nehomogenní rovnice metodou variace konstant: Nechť koeficienty lineární kombinace jsou funkcemi proměnné x:
{\displaystyle y_{p}(x)=u_{1}(x)y_{1}(x)+u_{2}(x)y_{2}(x)+\cdots +u_{n}(x)y_{n}(x).}
Pro zjednodušení zápisu nebudeme zapisovat závislost na x (ze zápisu vypustíme všechna (x)). Při použití operátorového zápisu D = d/dx lze diferenciální rovnici jednoduše zapsat P(D)y = f. Pak
{\displaystyle f=P(D)y_{p}=P(D)(u_{1}y_{1})+P(D)(u_{2}y_{2})+\cdots +P(D)(u_{n}y_{n}).}
S omezeními
{\displaystyle 0=u'_{1}y_{1}+u'_{2}y_{2}+\cdots +u'_{n}y_{n}}
{\displaystyle 0=u'_{1}y'_{1}+u'_{2}y'_{2}+\cdots +u'_{n}y'_{n}}
{\displaystyle \cdots }
{\displaystyle 0=u'_{1}y_{1}^{(n-2)}+u'_{2}y_{2}^{(n-2)}+\cdots +u'_{n}y_{n}^{(n-2)}}
se rovnice zjednoduší:
{\displaystyle f=u_{1}P(D)y_{1}+u_{2}P(D)y_{2}+\cdots +u_{n}P(D)y_{n}+u'_{1}y_{1}^{(n-1)}+u'_{2}y_{2}^{(n-1)}+\cdots +u'_{n}y_{n}^{(n-1)}.}
Ale protože P(D)yj = 0, dostáváme
{\displaystyle f=u'_{1}y_{1}^{(n-1)}+u'_{2}y_{2}^{(n-1)}+\cdots +u'_{n}y_{n}^{(n-1)}.}
Což s omezeními dává lineární soustavu pro u′j. Tu můžeme vždy řešit; kombinací Cramerova pravidla s Wronskiánem dostáváme
{\displaystyle u'_{j}=(-1)^{n+j}{\frac {W(y_{1},\ldots ,y_{j-1},y_{j+1}\ldots ,y_{n})_{0 \choose f}}{W(y_{1},y_{2},\ldots ,y_{n})}}.}
Zápis použitý výše znamená, že máme vzít minor (i,n) matice W a znásobit jej f. Kvůli tomu dostaneme záporné znaménko. Případně se nemusíme zabývat znaménkem minus a pouze spočítáme determinant matice získané nahrazením j-tého sloupce matice W vektorem (0, 0, ..., f).
Zbytek získáme integrací u′j.
Partikulární integrál není jednoznačný; {\displaystyle y_{p}+c_{1}y_{1}+\cdots +c_{n}y_{n}} také vyhovuje obyčejné diferenciální rovnici pro libovolnou množinu konstant cj.

### Příklad
Řešíme rovnici {\displaystyle y''-4y'+5y=\sin(kx)}. Vezměme bázi řešení nalezenou výše {\displaystyle \{e^{(2+i)x}=y_{1}(x),e^{(2-i)x}=y_{2}(x)\}}.
{\displaystyle {\begin{aligned}W&={\begin{vmatrix}e^{(2+i)x}&e^{(2-i)x}\\(2+i)e^{(2+i)x}&(2-i)e^{(2-i)x}\end{vmatrix}}=e^{4x}{\begin{vmatrix}1&1\\2+i&2-i\end{vmatrix}}=-2ie^{4x}\\u'_{1}&={\frac {1}{W}}{\begin{vmatrix}0&e^{(2-i)x}\\\sin(kx)&(2-i)e^{(2-i)x}\end{vmatrix}}=-{\tfrac {i}{2}}\sin(kx)e^{(-2-i)x}\\u'_{2}&={\frac {1}{W}}{\begin{vmatrix}e^{(2+i)x}&0\\(2+i)e^{(2+i)x}&\sin(kx)\end{vmatrix}}={\tfrac {i}{2}}\sin(kx)e^{(-2+i)x}.\end{aligned}}}
Použitím seznamu integrálů exponenciálních funkcí
{\displaystyle u_{1}=-{\tfrac {i}{2}}\int \sin(kx)e^{(-2-i)x}\,\mathrm {d} x={\frac {ie^{(-2-i)x}}{2(3+4i+k^{2})}}\left((2+i)\sin(kx)+k\cos(kx)\right)}
{\displaystyle u_{2}={\tfrac {i}{2}}\int \sin(kx)e^{(-2+i)x}\,\mathrm {d} x={\frac {ie^{(i-2)x}}{2(3-4i+k^{2})}}\left((i-2)\sin(kx)-k\cos(kx)\right).}
odtud
{\displaystyle {\begin{aligned}y_{p}&=u_{1}(x)y_{1}(x)+u_{2}(x)y_{2}(x)={\frac {i}{2(3+4i+k^{2})}}\left((2+i)\sin(kx)+k\cos(kx)\right)+{\frac {i}{2(3-4i+k^{2})}}\left((i-2)\sin(kx)-k\cos(kx)\right)\\&={\frac {(5-k^{2})\sin(kx)+4k\cos(kx)}{(3+k^{2})^{2}+16}}.\end{aligned}}}
(Všimněte si, že u1 a u2 mají faktory, které vyruší y1 a y2, což je typické.)
Pro zajímavost, fyzickou interpretací této obyčejné diferenciální rovnice je buzený tlumený harmonický oscilátor; yp reprezentuje stacionární řešení a {\displaystyle c_{1}y_{1}+c_{2}y_{2}} obecné.

## Rovnice s proměnnými koeficienty
Obyčejná lineární diferenciální rovnice n-tého řádu s proměnnými koeficienty má obecný tvar
{\displaystyle p_{n}(x)y^{(n)}(x)+p_{n-1}(x)y^{(n-1)}(x)+\cdots +p_{0}(x)y(x)=r(x).}

### Příklady
Jednoduchým příkladem je Eulerova rovnice často používaná v technice
{\displaystyle x^{n}y^{(n)}(x)+a_{n-1}x^{n-1}y^{(n-1)}(x)+\cdots +a_{0}y(x)=0.}

## Rovnice prvního řádu
Lineární obyčejná diferenciální rovnice prvního řádu s proměnnými koeficienty má obecný tvar
{\displaystyle Dy(x)+f(x)y(x)=g(x).}
kde D je diferenciální operátor. Rovnice tohoto tvaru můžeme řešit vynásobením integračním faktorem
{\displaystyle e^{\int f(x)\,\mathrm {d} x}}
čímž získáme
{\displaystyle Dy(x)e^{\int f(x)\,\mathrm {d} x}+f(x)y(x)e^{\int f(x)\,\mathrm {d} x}=g(x)e^{\int f(x)\,\mathrm {d} x},}
což zjednodušíme použitím součinového pravidla na
{\displaystyle D\left(y(x)e^{\int f(x)\,\mathrm {d} x}\right)=g(x)e^{\int f(x)\,\mathrm {d} x}}
po zintegrování obou stran a vyřešení pro y(x) dostaneme:
{\displaystyle y(x)={\frac {\int g(x)e^{\int f(x)\,\mathrm {d} x}\,\mathrm {d} x+c}{e^{\int f(x)\,\mathrm {d} x}}}.}
Jinými slovy: Řešení obyčejné lineární diferenciální rovnice prvního řádu
{\displaystyle y'(x)+f(x)y(x)=g(x),}
s koeficienty, které mohou, ale nemusí být funkcí proměnné x, je
{\displaystyle y=e^{-a(x)}\left(\int g(x)e^{a(x)}\,\mathrm {d} x+\kappa \right)}
kde κ je integrační konstanta a
{\displaystyle a(x)=\int {f(x)\,\mathrm {d} x}.}
Kompaktní tvar obecného řešení je (viz J. Math. Chem. 48 (2010) 175):
{\displaystyle y(x)=\int _{a}^{x}\!{[y(a)\delta (t-a)+g(t)]e^{-\int _{t}^{x}\!f(u)\mathrm {d} u}\,\mathrm {d} t}\,.}
kde δ(x) je zobecněná Diracova delta funkce.

### Příklady
Uvažujme diferenciální rovnici prvního řádu s konstantními koeficienty:
{\displaystyle {\frac {\mathrm {d} y}{\mathrm {d} x}}+by=1.}
Tato rovnice je zvlášť důležitá pro soustavy prvního řádu jako například RC obvody a tlumené kmitání.
V tomto případě, f(x) = b, g(x) = 1.
Proto její řešení je
{\displaystyle y(x)=e^{-bx}\left({\frac {e^{bx}}{b}}+C\right)={\frac {1}{b}}+Ce^{-bx}.}

## Soustavy lineárních diferenciálních rovnic
Libovolnou lineární obyčejnou diferenciální rovnici nebo dokonce soustavu takových rovnic lze převést na soustavu lineárních diferenciálních rovnic prvního řádu sečtením proměnných pro všechny derivace kromě derivace nejvyššího řádu. Soustavy lineárních rovnic můžeme považovat za jedinou rovnici s vektorovou proměnnou. Obecné řešení je podobné jako řešení obyčejné lineární diferenciální rovnice prvního řádu uvedené výše, ale s komplikacemi pramenícími z nekomutativity násobení matic.
Pro řešení
{\displaystyle \left\{{\begin{array}{rl}\mathbf {y} '(x)&=(x)\mathbf {y} (x)+\mathbf {b} (x)\\\mathbf {y} (x_{0})&=\mathbf {y} _{0}\end{array}}\right.}
(kde {\displaystyle \mathbf {y} (x)} je vektor nebo matice a {\displaystyle A(x)} je matice),
nechť {\displaystyle U(x)} je řešení of {\displaystyle \mathbf {y} '(x)=(x)\mathbf {y} (x)} s {\displaystyle U(x_{0})=I} (jednotková matice). {\displaystyle U} je fundamentální matice rovnice – sloupce matice {\displaystyle U} vytváří úplnou lineárně nezávislou množinu řešení homogenní rovnice. Po substitucí {\displaystyle \mathbf {y} (x)=U(x)\mathbf {z} (x)} se rovnice {\displaystyle \mathbf {y} '(x)=(x)\mathbf {y} (x)+\mathbf {b} (x)} zjednoduší na {\displaystyle U(x)\mathbf {z} '(x)=\mathbf {b} (x).} Tedy
{\displaystyle \mathbf {y} (x)=U(x)\mathbf {y_{0}} +U(x)\int _{x_{0}}^{x}U^{-1}(t)\mathbf {b} (t)\,\mathrm {d} t}
Pokud {\displaystyle A(x_{1})} komutuje s {\displaystyle A(x_{2})} pro všechna {\displaystyle x_{1}} a {\displaystyle x_{2}}, pak
{\displaystyle U(x)=e^{\int _{x_{0}}^{x}(x)\,\mathrm {d} x}}
a tedy
{\displaystyle U^{-1}(x)=e^{-\int _{x_{0}}^{x}(x)\,\mathrm {d} x},}
ale v obecném případě řešení v uzavřeném tvaru neexistuje. Proto se používají přibližné metody jako například Magnusova expanze. Všimněte si, že exponenciální funkce jsou maticové exponenciální funkce.